# GEOnet Names Server
Le GEOnet Names Server (GNS), parfois aussi appelé dans la documentation officielle Geographic Names Data ou geonames dans le domaine et les adresses e-mail, est un service qui donne accès aux données de la National Geospatial-Intelligence Agency des États-Unis (NGA) et à la base de données du US Board on Geographic Names (BGN) sur les noms et les emplacements des caractéristiques géographiques pour les emplacements situés en dehors des États-Unis. La base de données est le référentiel officiel du gouvernement fédéral américain sur les décisions relatives aux noms de lieux étrangers approuvées par le BGN.
Environ 20 000 fonctionnalités de la base de données sont mises à jour mensuellement. 
Les noms ne sont pas supprimés de la base de données, "sauf en cas de double emploi évident". La base de données contient des aides à la recherche telles que des variantes orthographiques et des orthographes non romaines en plus de ses informations primaires sur l'emplacement, la division administrative et la qualité.

## Précision
Une enquête de 2008 sur les toponymes sud-coréens sur GNS a révélé qu'environ 1% d'entre eux étaient en fait des noms japonais qui n'avaient jamais été d'usage courant, même pendant la période de la domination coloniale japonaise en Corée, et provenaient d'une carte militaire américaine de 1946 qui avait apparemment été compilé avec l'aide du Japon. En plus des toponymes japonais, la même étude a noté qu'"il existe de nombreuses fautes d'orthographe et une simple mauvaise compréhension des noms de lieux avec des caractères similaires" parmi les toponymes sud-coréens sur GNS, ainsi que des noms étrangers d'origine chinoise et anglaise.